# Leland (Nordland)
Pour les articles homonymes, voir Leland.
Leland est une localité du comté de Nordland, en Norvège.

## Géographie
Administrativement, Leland fait partie de la kommune de Leirfjord.